# Scea auriflamma
Scea angustimargo là một loài bướm đêm thuộc họ Notodontidae. Nó được tìm thấy ở Nam Mỹ, bao gồm và có thể limited to Brasil. 

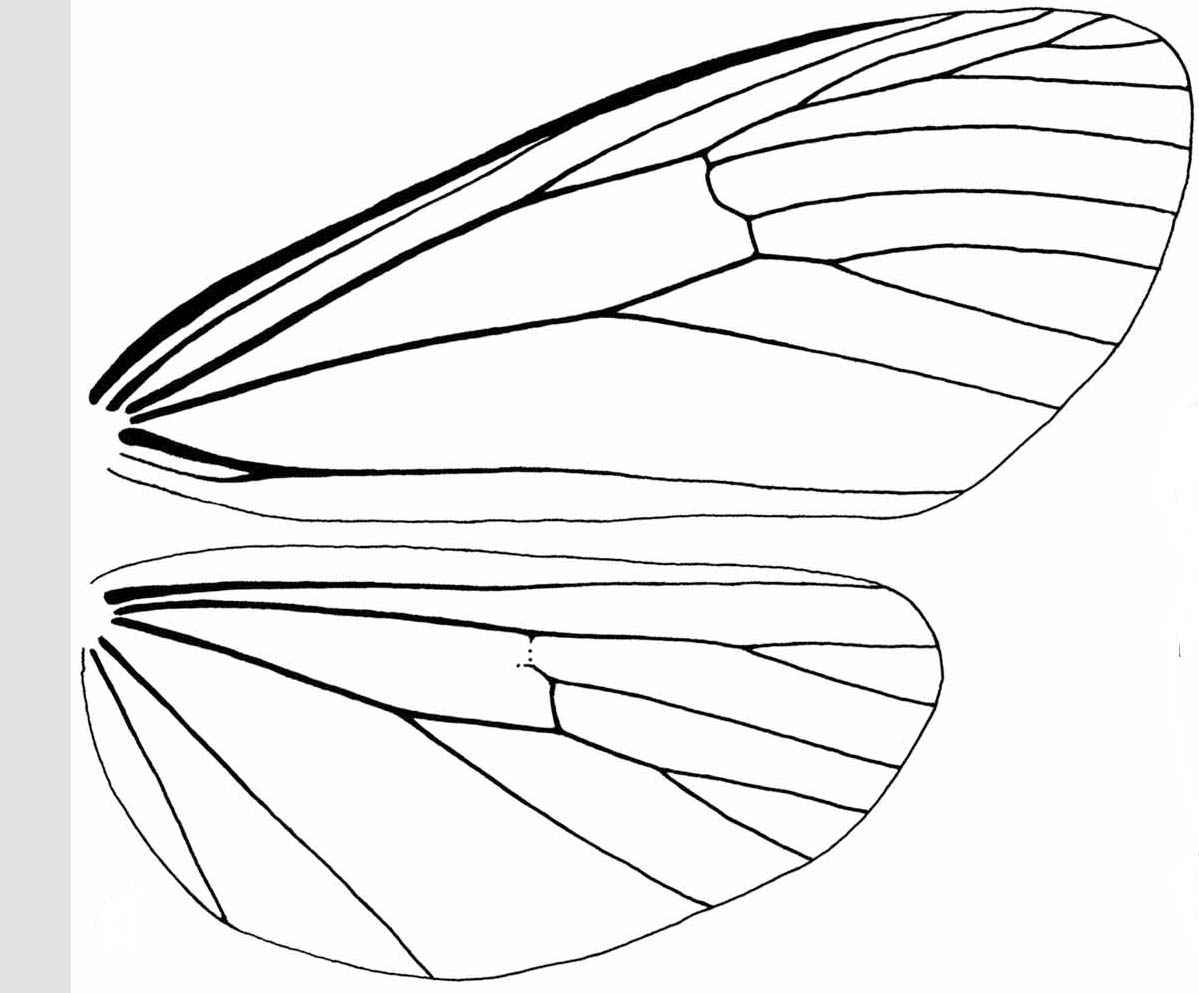
Wing venation

Ấu trùng ăn các loài Passiflora.